# Hans Mecke
Hans Dieter Mecke (* 9. Mai 1936) ist ein ehemaliger deutscher Fußballspieler und DFB-A-Jugendauswahlspieler.

## Karriere

### Vereine
Mecke gehörte von 1954 bis 1956 dem FC Schalke 04 an und kam in der Oberliga West, der seinerzeit höchsten Spielklasse im westdeutschen Fußball, als Mittelfeldspieler zum Einsatz. In seiner ersten Saison im Seniorenbereich bestritt er in den Heimspielbegegnungen mit Borussia Dortmund (0:2) und Westfalia Herne (1:3) am 17. und 20. April 1955 seine ersten beiden Punktspiele. In der Folgesaison wurde er fünfmal eingesetzt, wobei ihm am 6. und 27. November 1956 – beim 2:0-Sieg im Auswärtsspiel gegen den Liganeuling Hamborn 07 und bei der 1:3-Niederlage im Heimspiel gegen Borussia Dortmund – jeweils ein Tor gelang.

### Nationalmannschaft
Mecke nahm mit der DFB-Jugendauswahl „A“ im Jahr 1954 an der zweiten Austragung des FIFA-Turniers im eigenen Land teil. Sein Debüt als Nationalspieler gab er am 12. April in Bonn im zweiten Gruppenspiel, das mit 6:1 gegen die nordirische Jugendauswahl gewonnen wurde. Des Weiteren bestritt er die restlichen vier Turnierspiele vom 14. bis 19. April; dem 2:0-Sieg über die ungarische Jugendauswahl in Hagen, folgten ein 2:2-Unentschieden gegen die englische und ein 2:1-Sieg über die türkische Jugendauswahl jeweils in Gelsenkirchen. Mit diesen Ergebnissen gelangte er mit seiner Jugendauswahl schließlich ins Finale. Die spanische Jugendauswahl, die im Kölner Finale 2:2 unentschieden n. V. gegen die DFB-Jugendauswahl „A“ spielte, wurde zum Turniersieger erklärt, da sie in der Vorschlussrunde mit 1:0 gegen die Auswahl Argentiniens nach dem Divisionsverfahren das „bessere“ Torverhältnis aufwies.

## Erfolge
- Finalist FIFA-Juniorenturnier 1954